# Gasteranthus pansamalanus
Gasteranthus pansamalanus är en tvåhjärtbladig växtart som först beskrevs av John Donnell Smith, och fick sitt nu gällande namn av Wiehler. Gasteranthus pansamalanus ingår i släktet Gasteranthus och familjen Gesneriaceae. Inga underarter finns listade i Catalogue of Life.